# قیمت پیشنهادی فروش
قیمت پیشنهادی فروش (به انگلیسی: ask price یا offer price)، قیمت اعلام شده توسط فروشنده در قبال پذیرش یک کالا است.
فروشنده ممکن است قیمت اعلامی را ثابت یا قابل چانه‌زنی تعیین کند.
ثابت بدان معنی است که فروشنده، قیمت را تغییر نخواهد داد.
قابل چانه‌زنی بدان معناست که فروشنده، خریدار بالقوه را دعوت می‌کند تا او را متقاعد به پایین آوردن قیمت نماید.
نقطهٔ مقابل قیمت پیشنهادی فروش، قیمت پیشنهادی خرید است. تفاوت بین قیمت پیشنهادی خرید و فروش، شکاف (به انگلیسی: spread) نامیده می‌شود.

## بورس اوراق بهادار
در ادبیات مبادلات سهام در بورس اوراق بهادار، قیمت پیشنهادی فروش، پایین‌ترین قیمتی است که فروشنده سهام، حاضر به پذیرش بابت سهم مذکور است. برای سهام خارج از بورس، قیمت پیشنهادی فروش، بهترین مظنهٔ قیمتی است که با آن، بازار گردان مایل به فروش سهام است.

## صندوق‌های سرمایه‌گذاری مشترک
برای صندوق‌های سرمایه‌گذاری مشترک، قیمت پیشنهادی فروش، عبارت است از خالص ارزش دارایی به علاوهٔ تغییر در فروش. 

## بازار کالا
قیمت پیشنهادی فروش، پایین‌ترین قیمتی است که فروشندهٔ کالا مایل به پذیرش در قبال آن کالاست.

## بازارهای حراج
در بازارهای حراج، قیمت پیشنهادی فروش، قیمت احتیاطی یا رزرو شده (به انگلیسی: Reservation price) است. بعضی بازارهای حراج، ممکن است چنین قیمتی نداشته باشند. این قیمت، حداقلی است که فروشنده، برای فروش کالا، می پذیرد.

## هم‌چنین ببینید
- قیمت پیشنهادی خرید
- شکاف قیمت پیشنهادی خرید و فروش